# Arctosa tappaensis
Arctosa tappaensis este o specie de păianjeni din genul Arctosa, familia Lycosidae, descrisă de Gajbe în anul 2004. Conform Catalogue of Life specia Arctosa tappaensis nu are subspecii cunoscute.